# Kiltunnel
De Kiltunnel is een tunnel voor wegverkeer en (brom)fietsers onder de Dordtsche Kil tussen 's-Gravendeel en Dordrecht. De tunnel werd geopend op 1 oktober 1977 en is een van de tunnels van het Rijnmondse tunnelnetwerk. Het is een toltunnel, maar langzaam verkeer en openbaar vervoer zijn gevrijwaard van tol. De N217 leidt door de Kiltunnel en sluit aan de Dordtse zijde aan op de industrieterreinen, de A16 (hiertoe links- of rechtsaf) en de N3 (rechtdoor).

## Geschiedenis

### Uitgangspunt
Als gevolg van het uitdiepen en kanaliseren van de Dordtse Kil en het afsluiten van de zeearmen namen de stroomsnelheden in de kil toe. Ook was de maximale capaciteit van de veerpont bereikt en groter materieel was ter plaatse niet mogelijk. In 1972 ontstond een wegschap en werd de bouw van een brug besproken. Deze bleek of te steil of te duur te worden en nam aan dat een tunnel goedkoper zou zijn. Het Rijk bleek niet te overtuigen van de noodzaak van de tunnelbouw. Uiteindelijk werd het wegschap vervangen door de Stichting Tunnel Dordtse Kil, die de tunnel liet bouwen, waarbij het Rijk wel de directie over de bouw van de tunnel voerde. Om geld te besparen werd de tunnel gelijktijdig met de Drechttunnel gebouwd in het Bouwdok Barendrecht.

### Financieel
De eerste plannen spraken van 74 miljoen gulden voor de bouw van de tunnel. Om het mogelijk te maken dat grote chemicaliëntankers het haven- en industriegebied Moerdijk konden bereiken werd de Kiltunnel onder de Dordtsche Kil ruim een meter dieper aangelegd dan waarvoor deze tunnel in eerste instantie was ontworpen. Bij het slaan van de eerste paal werd al gerekend met 90 miljoen. Enkele maanden later 107 miljoen. Bij de opening waren de kosten inmiddels opgelopen tot 143 miljoen gulden. Enkele redenen: de grondprijzen waren spectaculair gestegen door de uitbreiding van Rotterdam en door het feit dat tegelijkertijd grond werd aangekocht om Rijksweg 16 te verbreden.
Na de opening kwam slechts een kwart van het aantal geplande automobilisten door de tunnel. Zware politieke druk was nodig om de toenmalige minister van financiën Fons van der Stee over te halen om voor een periode van tien jaar bij te springen.
De meerkosten werden afgewenteld op de provincie Zuid-Holland. Als gevolg hiervan betalen de gebruikers van de tunnel na meer dan 40 jaar nog steeds tolgeld.

## Betalingswijze

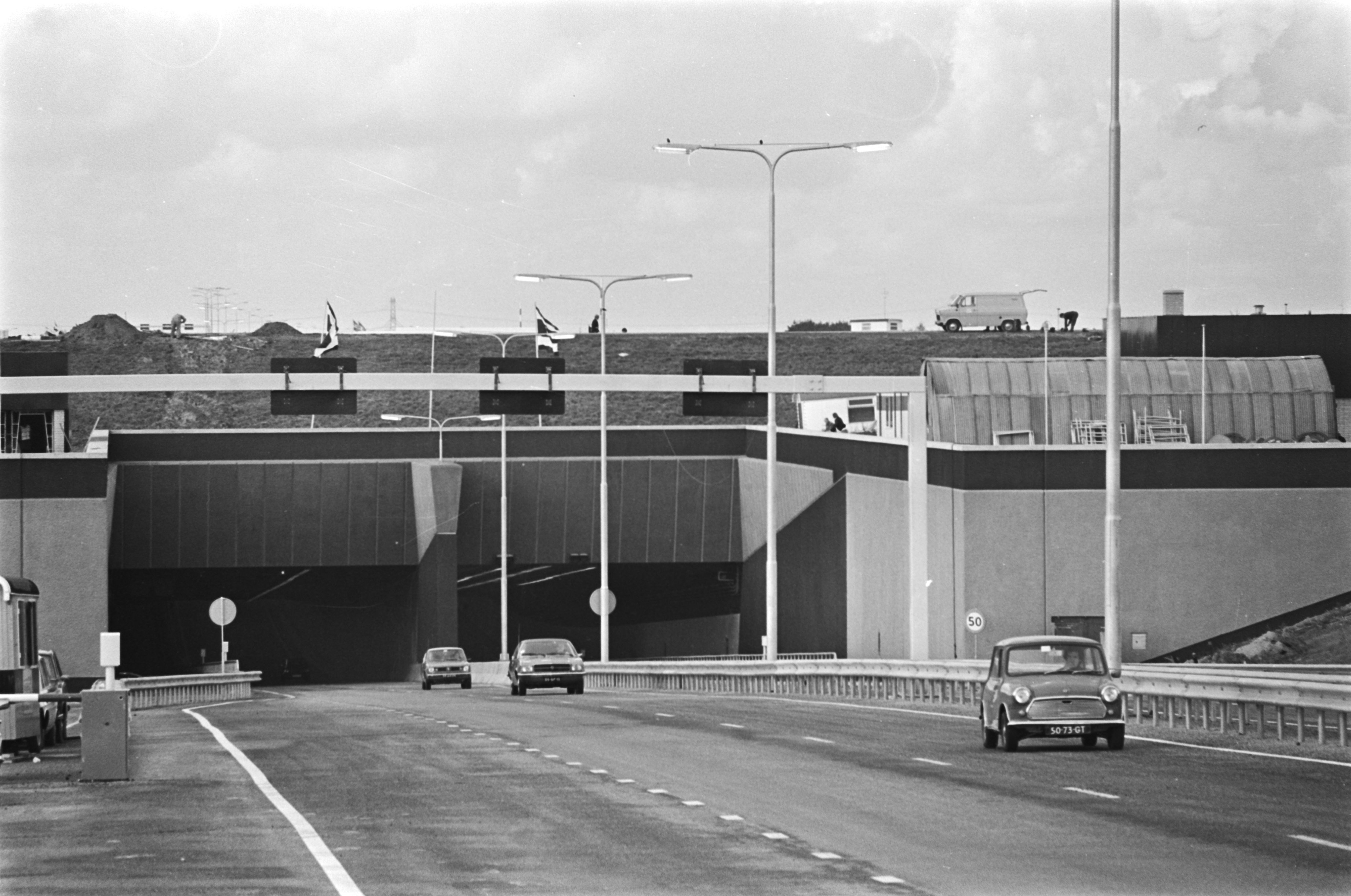
Kiltunnel, 1977

De betaling geschiedt aan de Dordtse zijde en kan per "telecard", PIN, creditcard of contant worden uitgevoerd. De "telecard" is een RFID-kaart waaraan een vooraf betaald tegoed is gekoppeld. De kaart is alleen tegen contante betaling van borg en eerste tegoed verkrijgbaar en blijft eigendom van het Wegschap 'Tunnel Dordtse Kil' (zie hieronder).

## Eigendom en exploitatie
De Kiltunnel is eigendom van het Wegschap 'Tunnel Dordtse Kil', een gemeenschappelijke regeling.
De exploitatie van de Kiltunnel kost jaarlijks circa 8 miljoen euro, waarvan 6,5 miljoen euro wordt opgebracht door tolgelden. Het negatieve saldo wordt aangevuld door de betrokken overheden: provincie Zuid-Holland 50%, gemeente Dordrecht 42% en gemeente Hoeksche Waard 8%.
Per 1 januari 2013 zijn de tarieven als volgt:
| Tarieven      | Contant | Telecard |
| ------------- | ------- | -------- |
| Laag < 2,30 m | € 2,00  | € 1,45   |
| Hoog ≥ 2,30 m | € 5,00  | € 3,80   |

Fietsers en voetgangers hoeven geen tol te betalen om gebruik te maken van de tunnel. Wanneer door de Kiltunnel een omleidingsroute is ingesteld, wegens calamiteiten in de Heinenoordtunnel, wordt de tunnel tijdelijk tolvrij gemaakt voor alle verkeer. Dit kan, afhankelijk van de situatie, voor één richting of voor beide richtingen gelden.